# PostGIS
PostGIS – rozszerzenie relacyjno-obiektowej bazy danych PostgreSQL dodające możliwość zapisywania danych geograficznych wprost do bazy danych zgodnie ze specyfikacją OpenGIS Simple Features dla profilu SQL.
PostGIS dodaje możliwość przetwarzania zgromadzonych danych geograficznych. Specyfikacja ta została opracowana przez organizację OpenGIS Consortium OGC skupiającą producentów oprogramowania GIS, sprzętu CAD/CAM, uczelni i jednostek naukowych.
Pełny standard dotyczy definicji otwartych interfejsów do wymiany informacji geograficznych. Obejmuje on trzy profile, m.in. profil SQL, który opisuje wielowarstwowe API pozwalające na manipulację obiektami przestrzennymi między bazą danych a klientem. Jedną z możliwości całkowitej realizacji specyfikacji dla profilu SQL z uwzględnieniem rozszerzenia PostGIS, jest połączenie bazy danych PostgreSQL, PostGIS i systemu GRASS GIS (Geographic Resources Analysis Support System).
Program wydany jest na licencji GNU GPL.